# مركز الأهرام للدراسات السياسية والاستراتيجية
مركز الأهرام للدراسات السياسية والاستراتيجية هو معهد بحثي للدراسات السياسية في مصر. أنشئ المركز عام 1968 كإطار عامل في مؤسسة الأهرام. حتى العام 1972 اختص المركز بدراسات قضية الصراع العربي الإسرائيلي، حيث توسع نطاق بحث المركز في القضايا الدولية مع التركيز على القضايا والأحداث التي تهم العالم العربي. صدر عن المركز حتى الآن نحو 148 كتابًا. تضم الهيئة العلمية للمركز من 35 خبيرا وباحثا.

## تنظيم المركز
التنظيم الداخلي للمركز يتضمن الأقسام التالية:
- وحدة الدراسات المصرية
- وحدة الدراسات العربية والإقليمية
- وحدة العلاقات الدولية
- وحدة دراسات الأمن
- وحدة الدراسات الإعلامية والرأى العام
- وحدة الدراسات الاقتصادية

## إصدارات المركز
يصدر المركز الدوريات التالية:
- التقرير الاستراتيجي العربي - سنوي
- تقرير الاتجاهات الاقتصادية - سنوي
- دليل الحركات الإسلامية - سنوي
- مجلة أحوال مصرية - فصلية
- ملف الأهرام الاستراتيجي - شهري
- كراسات إستراتيجية - شهرية - تصدر بالعربية والإنجليزية
- قراءات إستراتيجية - شهرية
- مختارات إيرانية - شهرية
- مختارات إسرائيلية - شهرية